# 荆州土
荆州土（1542年—1596年），字至元，號厚斋，山西臨晉（今臨猗）人，祖籍河南鎮平，明朝政治人物，同進士出身。

## 生平
隆慶元年（1567年）丁卯科山西乡试第二十六名，萬曆五年（1577年）登丁丑科会试第二百十一名，三甲225名進士，兵部观政，次年授臨朐縣知县，任內有賢德。十一年八月擢升山东道監察御史，巡按南城、芦沟桥、順天等地，出督漕储。十五年巡按苏松，赈济饥民，全活甚衆。又巡视京营，復出按顺天，十九年告病，二十一年再起补河南道御史，本年六月升大理寺右寺丞，二十二年六月升右少卿，二十三年二月升左少卿，八月出任河南巡撫、都察院右佥都御史，因治理兩河勞病成疾，死於任內，享年五十五。

## 家族
曾祖荆鳳。祖父荆大學。父荆春芳。母杨氏。具庆下。弟荆州金、荆州田。